# Hermann Reimers
Hermann Reimers (* 17. Juni 1893 in Uetersen; † 18. Mai 1961 in Berlin) war ein deutscher Autor und Botaniker.

## Leben
Er war der Sohn des Volksschullehrers Hermann Reimers aus der Mühlenstraße 12 in Uetersen und hatte drei weitere Geschwister. Zum Ende seiner Schulzeit begann sich sein Vater mit der Botanik, speziell mit Moosen zu beschäftigen, was auch den Sohn faszinierte. Später wohnte Reimers in der Uetersener Parkstraße und besuchte das Christianeum im Hamburger Bezirk Altona, wo er auch sein Abitur bestand. Danach studierte er bis 1915 an der Albert-Ludwigs-Universität in Freiburg und bis 1917 an der Christian-Albrechts-Universität zu Kiel. Im selben Jahr wurde er zum Kriegsdienst eingezogen, konnte aber während eines Urlaubs die Prüfung für das Höhere Lehramt in den Fächern Physik, Chemie und Biologie ablegen.

## Wirken
Nach Beendigung des Ersten Weltkriegs nahm er eine Stelle am „Deutschen Forschungsinstitut für Textilstoffe“ in Karlsruhe an und wurde Leiter der biologischen Abteilung. In dieser Zeit veröffentlichte Reimers eine Reihe von Schriften über Bastfasern. Basierend auf diesen Veröffentlichungen wurde er 1922 in Hamburg promoviert. Ludwig Diels berief Reimers daraufhin als Assistent an das Botanische Museum, wo er 1933 Oberassistent und 1948 Kurator für das Moosherbar wurde. 1958 wurde Reimers pensioniert; er kam trotzdem jeden Tag ins Museum, bis ihn eine Krankheit daran hinderte.
Seine Forschungsreisen führten ihn in die Region Mark Brandenburg, in den Südharz sowie auch vereinzelt in andere Gebiete Deutschlands. Seine weiteste Reise führte 1928 Reimers nach Kamerun. Die Sammlungen von Pflanzen und Moosen aus Kamerun überstanden den Zweiten Weltkrieg, doch das dazugehörige Feldbuch mit allen Fundortangaben wurde beim Brand des Botanischen Gartens und Botanischen Museums Berlin-Dahlem vernichtet, sodass diese Aufsammlung größtenteils wertlos wurde.
Der Umfang seiner Veröffentlichungen reicht von der Vegetation der litauischen Hochmoore über südamerikanische Enziangewächse (Gentianaceae) bis zu Carex reichenbachi und  zur technischen Verwendung von Bastfasern. In mehr als die Hälfte seiner Veröffentlichungen beschäftigte er sich jedoch mit Moosen.

## Werke
- Über die innere Struktur der Bastfasern (Berlin 1922)
- Die Vegetation der Rhonmoore (1924)
- Über das Vorkommen des nordamerikanisch-ostasiatischen Laubmooses (1925)
- Beitrag zur Bryophytenflora Südarmerikas I und II (1926)
- Über die Thermotaxis niederer Organismen Borntraeger (Leipzig 1927)
- Vegetationsstudien auf lithauischen und ostpreussischen Hochmooren Bayerische Akademie der Wissenschaften (München 1929)
- Beitrag zur Moosflora von Korea (1930)